# Slatka trava
Slatka trava (katabroza, lat. Catabrosa), rod trajnica iz porodice Gramineae. Sedam priznatih vrsta rašireno je po svim kontinentima osim Australije.
Jedina vrsta u Hrvatskoj je vodena slatka trava (C. aquatica)

## Opis
Rod su višegodišnjih biljaka, nisu rizomatozne, ponekad stoloniferne. Stabljika šuplja, do 70 cm., obično ležeća i ukorjenjuju se u nižim čvorovima; čvorovi goli. katabroze rastu u močvarama i plitkim vodama sjeverne hemisfere i Južne Amerike. Nema novijih morfoloških istraživanja roda

## Vrste
1. Catabrosa afghanica Tzvelev
2. Catabrosa aquatica (L.) P.Beauv.
3. Catabrosa bogutensis Punina & Nosov
4. Catabrosa drakensbergensis (Hedberg & I.Hedberg) Soreng & Fish
5. Catabrosa ledebourii Punina & Nosov
6. Catabrosa longissima Tzvelev
7. Catabrosa werdermannii (Pilg.) Nicora & Rúgolo